# Zápas na Letních olympijských hrách 2000
Zápas byl na Letních olympijských hrách 2000 na programu od 24. září do 1. říjen 2000. Zápasilo se v šestnácti kategoriích, místem soutěží bylo Sydney Exhibition and Convention Centre v Darling Harbouru v Sydney.

## Průběh soutěží
Největší ohlas měla finálová porážka Alexandra Karelina z Ruska od Američana Rulona Gardnera v nejtěžší váze zápasu řecko-římského. Karelin před tím 13 let neprohrál ani jeden zápas a v posledních deseti letech umožnil bodovat proti sobě jedinému soupeři. Gardner zvítězil 1:0, ve finále získal jediný bod, když Karelin rozpojil při držení své ruce.
Ve finále kategorie do 76 kilogramů ve volném stylu porazil Němec Alexander Leipold Američana Brandona Slaye. Krátce po skončení Her byl ale oznámen jeho pozitivní dopingový nález (v jeho vzorku našli nepovolené množství nandrolonu), Leipold byl diskvalifikován a musel medaili vrátit.
Soutěží se zúčastnili tři Češi, všichni v zápase řecko-římském. Petr Švehla prohrál dvakrát ve skupině a v kategorii do 54 kg obsadil 16. místo. Marek Švec měl stejnou bilanci a v kategorii do 97 kg byl o dvě příčky níž. Jedinou dílčí výhru zaznamenal David Vála, ale na postup ze skupiny mu také nestačila, v kategorii do 130 kg dosáhl přesto nejlepšího českého výsledku devátým místem.
Celkem startovalo v soutěžích 321 zápasníků z 55 zemí. Nejúspěšnější výpravou bylo navzdory Karelinovu neúspěchu Rusko, které získalo pět zlatých, dvě stříbrné a jednu bronzovou medaili, následovaly Spojené státy americké a Kuba.

## Medailisté

### Řecko-římský zápas
| Kategorie | Zlato                                        | Stříbro                                      | Bronz                                         |
| --------- | -------------------------------------------- | -------------------------------------------- | --------------------------------------------- |
| do 54     | Sim Kwon-ho · Jižní Korea (KOR)              | Lázaro Rivas · Kuba (CUB)                    | Kang Jong-kjun · Severní Korea (PRK)          |
| do 58     | Armen Nazarjan · Bulharsko (BUL)             | Kim In-sop · Jižní Korea (KOR)               | Šeng Ce-tchien · Čína (CHN)                   |
| do 63     | Varteres Samurgašev · Rusko (RUS)            | Juan Marén · Kuba (CUB)                      | Akaki Čačua · Gruzie (GEO)                    |
| do 69     | Filiberto Azcuy · Kuba (CUB)                 | Kacuhiko Nagata · Japonsko (JPN)             | Alexej Gluškov · Rusko (RUS)                  |
| do 76     | Murat Kardanov · Rusko (RUS)                 | Matt Lindland · Spojené státy americké (USA) | Marko Yli-Hannuksela · Finsko (FIN)           |
| do 85     | Hamza Yerlikaya · Turecko (TUR)              | Sándor Bárdosi · Maďarsko (HUN)              | Muchran Vachtangadze · Gruzie (GEO)           |
| do 97     | Mikael Ljungberg · Švédsko (SWE)             | Davit Saldadze · Ukrajina (UKR)              | Garrett Lowney · Spojené státy americké (USA) |
| do 130    | Rulon Gardner · Spojené státy americké (USA) | Alexandr Karelin · Rusko (RUS)               | Dmitrij Děbelka · Bělorusko (BLR)             |

### Volný styl
| Kategorie | Zlato                                       | Stříbro                                      | Bronz                                           |
| --------- | ------------------------------------------- | -------------------------------------------- | ----------------------------------------------- |
| do 54     | Namig Abdullajev · Ázerbájdžán (AZE)        | Sammie Henson · Spojené státy americké (USA) | Amiran Kardanov · Řecko (GRE)                   |
| do 58     | Alírezá Dábir · Írán (IRI)                  | Jevgen Buslovyč · Ukrajina (UKR)             | Terry Brands · Spojené státy americké (USA)     |
| do 63     | Murad Umachanov · Rusko (RUS)               | Serafim Barzakov · Bulharsko (BUL)           | Jang Jae Sung · Jižní Korea (KOR)               |
| do 69     | Daniel Igali · Kanada (CAN)                 | Arsen Gitinov · Rusko (RUS)                  | Lincoln McIlravy · Spojené státy americké (USA) |
| do 76     | Brandon Slay · Spojené státy americké (USA) | Mun Ui-če · Jižní Korea (KOR)                | Adem Bereket · Turecko (TUR)                    |
| do 85     | Adam Sajtijev · Rusko (RUS)                 | Yoel Romero · Kuba (CUB)                     | Magomed Ibragimov · Makedonie (MKD(1991))       |
| do 97     | Sagid Murtazalijev · Rusko (RUS)            | Islam Bajramukov · Kazachstán (KAZ)          | Eldar Kurtanydze · Gruzie (GEO)                 |
| do 130    | David Musulbes · Rusko (RUS)                | Artur Tajmazov · Uzbekistán (UZB)            | Alexis Rodríguez · Kuba (CUB)                   |

Pozn.: Původní vítěz kategorie do 76 kg Alexander Leipold byl diskvalifikován, medaile převzali závodníci na dalších místech.

## Přehled medailí
| Pořadí | Země                         | Zlato | Stříbro | Bronz | Celkově |
| ------ | ---------------------------- | ----- | ------- | ----- | ------- |
| 1      | Rusko (RUS)                  | 6     | 2       | 1     | 9       |
| 2      | Spojené státy americké (USA) | 2     | 2       | 3     | 7       |
| 3      | Kuba (CUB)                   | 1     | 3       | 1     | 5       |
| 4      | Jižní Korea (KOR)            | 1     | 2       | 1     | 4       |
| 5      | Bulharsko (BUL)              | 1     | 1       | 0     | 2       |
| 6      | Turecko (TUR)                | 1     | 0       | 1     | 2       |
| 7      | Ázerbájdžán (AZE)            | 1     | 0       | 0     | 1       |
| 7      | Írán (IRI)                   | 1     | 0       | 0     | 1       |
| 7      | Kanada (CAN)                 | 1     | 0       | 0     | 1       |
| 7      | Švédsko (SWE)                | 1     | 0       | 0     | 1       |
| 11     | Ukrajina (UKR)               | 0     | 2       | 0     | 2       |
| 12     | Japonsko (JPN)               | 0     | 1       | 0     | 1       |
| 12     | Kazachstán (KAZ)             | 0     | 1       | 0     | 1       |
| 12     | Maďarsko (HUN)               | 0     | 1       | 0     | 1       |
| 12     | Uzbekistán (UZB)             | 0     | 1       | 0     | 1       |
| 16     | Gruzie (GEO)                 | 0     | 0       | 3     | 3       |
| 17     | Bělorusko (BLR)              | 0     | 0       | 1     | 1       |
| 17     | Čína (CHN)                   | 0     | 0       | 1     | 1       |
| 17     | Finsko (FIN)                 | 0     | 0       | 1     | 1       |
| 17     | Makedonie (MKD(1991))        | 0     | 0       | 1     | 1       |
| 17     | Řecko (GRE)                  | 0     | 0       | 1     | 1       |
| 17     | Severní Korea (PRK)          | 0     | 0       | 1     | 1       |
| Celkem | Celkem                       | 16    | 16      | 16    | 48      |

## Zúčastněné země
Do bojů o medaile zasáhlo 314 zápasníků z 55 zemí:
| - Alžírsko (2) - Arménie (8) - Austrálie (11) - Ázerbájdžán (9) - Bělorusko (14) - Bulharsko (8) - Čína (5) - Česko (3) - Egypt (2) - Estonsko (3) - Finsko (4) - Francie (3) - Gruzie (13) - Guinea-Bissau (1) | - Indie (1) - Írán (11) - Izrael (3) - Itálie (2) - Japonsko (8) - Jihoafrická republika (1) - Jižní Korea (10) - Kanada (4) - Kazachstán (11) - Kolumbie (1) - Kuba (13) - Kyrgyzstán (6) - Lotyšsko (1) - Litva (2) | - Maďarsko (8) - Makedonie (2) - Moldavsko (4) - Mongolsko (4) - Německo (10) - Nigérie (2) - Nizozemsko (1) - Norsko (1) - Nový Zéland (3) - Pobřeží slonoviny (1) - Polsko (9) - Rumunsko (5) - Rusko (16) - Řecko (7) | - Samoa (1) - Senegal (1) - Severní Korea (4) - Slovensko (4) - Spojené státy americké (16) - Švédsko (5) - Švýcarsko (4) - Tunisko (4) - Turecko (12) - Turkmenistán (1) - Ukrajina (16) - Uzbekistán (11) - Venezuela (2) |